# Travancore
1724 – 1949
Entités précédentes :
- Royaume de Venad

Entités suivantes :
- Inde

Travancore (തിരുവിതാംകൂർ (Tiruvitāṅkūr) en malayalam) est un ancien royaume puis État princier des Indes britanniques connu pour son progressisme. Il correspondait à un territoire comprenant la majorité du sud de l'État du Kerala et le district actuel de Kânyâkumârî de l'État du Tamil Nadu. 
Sa capitale était Thiruvananthapuram, l'actuelle capitale du Kerala. Il jouissait d'un salut de 19 coups de canon à l'époque du Raj britannique. Son drapeau représentait le coquillage sacré Turbinella pyrum dans une version dextrogyre. Le Travancore a été réuni avec la principauté de Cochin le 1er juillet 1949 pour former le Thiru-Cochin, puis le 1er novembre 1956 avec le Malabar pour former l'État du Kerala.

## Histoire de la principauté
L'histoire moderne du Travancore commence lorsque Martanda Varmâ hérite du royaume de Venad qu'il agrandit pour en faire ce qui devient le Travancore durant son règne (1729-1758). Il signe un traité avec la Compagnie anglaise des Indes orientales et abat la puissance de petits râjas dont il absorbe les domaines - entre autres Attingal, Kollam, Kayamkulam, Kottarkara et Ambalapuzha - s'étendant bientôt au nord jusqu'à Cochin. Il défait ensuite la Compagnie néerlandaise des Indes orientales à la bataille de Colachel (10 août 1741) où l'amiral néerlandais Eustache de Lannoy est fait prisonnier et à la suite de laquelle les Pays-Bas abandonnent toute prétention coloniale dans la région. De Lannoy se met ensuite au service de Martanda Varmâ dont il devient un précieux officier, bientôt promu commandant-en-chef (Valiya kappithan), et modernise l'armée du Travancore en introduisant armes à feu et artillerie et construit plusieurs forts pour la défense du pays.
Le 3 janvier 1750, le râja consacre son royaume à sa déité tutélaire, sri Padmanâbha de Trivandrum et la plupart de ses successeurs porteront le titre de serviteur de sri Padmanâbha (Padmanâbhadâsa). En 1753, les Néerlandais signent un traité de paix avec le râja. Puis, après la bataille d'Ambalapuzha (3 janvier 1754) au cours de laquelle il défait une alliance de râjas qu'il avait déposés et du râja de Cochin, Martanda Varmâ écrase toute opposition à son règne. Enfin en 1757, un traité est signé entre Travancore et Cochin assurant la paix et la stabilité sur sa frontière Nord. Martanda Varmâ organise le système fiscal et fait opérer un grand nombre de travaux d'irrigation.
Son successeur Râma Varmâ - plus connu comme Dharma Râja, déplace en 1795 la capitale de Padmanâbhapuram à Thiruvananthapuram. Au cours de son règne, Tipû Sâhib, le dirigeant du Mysore attaque le Travancore en 1791. Les forces de Travancore lui résistent durant six mois, et il doit faire appel à la Compagnie anglaise des Indes orientales créant une situation dans laquelle il sera redevable, et qui entraîne l'installation d'un résident britannique dans le pays. Le résident britannique, le colonel Macaulay, enferme le râja dans une suite de traités qui transforment de fait la principauté en un protectorat de la Compagnie, mettant fin à son autonomie en 1795. Tipû Sâhib, quant à lui vaincu par la compagnie, ne sera plus une source de préoccupations pour le Travancore, jusqu'à sa mort dans 1799 au cours de la quatrième guerre du Mysore.
À la mort de Râma Varmâ en 1798, Balarâma Varmâ monte sur le trône à l'âge de seize ans. Son règne est marqué par la personnalité de son dîvân Velu Thampi. Une révolte d'une partie de l'armée contre ce dernier en 1805 est réprimée par les troupes britanniques à sa demande, mais les exigences de la Compagnie, en compensation de sa participation dans la guerre de 1791 entre le Travancore et le Mysore, font monter la tension entre le dîvân et le résident. Velu Thampi et le dîvân de Cochin, Paliath Achan organisent une révolte malheureuse contre les Britanniques en 1809. Les Britanniques défont Velu Thampi dans des batailles près de Nagercoil et de Kollam et le râja, qui n'avait pas pris parti jusqu'alors, abandonne son ministre Velu Thampi qui se suicide pour éviter d'être capturé par les soldats du râja. Paliath Achan qui se rend aux Britanniques est exilé à Madras.

## Le Travancore sous leRaj britannique
La râni Gaurî Lakshmî Bâî (1810-1815) succède à Balarâma Varmâ avec la bénédiction des Britanniques. Lorsqu'elle met au monde un garçon en 1813, celui-ci est déclaré roi, elle continue cependant d'assurer la régence. À sa mort en 1815, la râni Pârvatî Bâî devient régente. Ces deux périodes font connaître à la principauté de grands progrès en matières sociale et éducative. Le râja Swathi Tirunal Râma Varmâ débute véritablement son règne en 1829. Personnalité remarquable, il se révèle un excellent administrateur et réformateur, mais aussi un musicien achevé tant en musique hindoustanique, la musique indienne du Nord, qu'en musique carnatique, celle du Sud ; mécène mais aussi compositeur lui-même, auteur de plus de trois cents pièces qui sont toujours exécutées de nos jours. Il réorganise le système fiscal et fait ouvrir un établissement scolaire en anglais et un hôpital de charité à Trivandrum à 1834.
Le râja suivant, Utram Tirunal Martanda Varmâ, (1847-1860) abolit l'esclavage dans la principauté en 1853, met en place un système postal en 1857, supprime les restrictions sur le code vestimentaire de certaines castes et fait ouvrir des écoles pour filles en 1859. Aayilyam Tirunal lui succède (1860-1880). Durant son règne, le réseau routier est amélioré et des travaux d'irrigation importants sont effectués. Le code de lois est modifié dans un sens plus humanitaire en 1861 et une université est fondée en 1866. Il crée aussi de nouveaux hôpitaux de charité ainsi qu'un établissement pour malades mentaux.
Mulam Tirunal Râma Varmâ (1885-1924) fait construire de nombreux établissements scolaires. Le système médical est réorganisé et un Conseil législatif, le premier de son type dans un État indien, est établi en 1888. Un système électoral, auquel participent les femmes, est mis en place. Setu Lakshmî Bâî assure la régence de 1924 à 1931. Elle interdit les sacrifices d'animaux et remplace le système de transmission matrilinéaire par un système patrilinéaire.
Le dernier dirigeant du Travancore est Chitira Tirunal Balarâma Varmâ (1931-1949). Le 12 novembre 1936, il proclame le Temple Entry Proclamation, l'ouverture des temples dans la principauté à tous les hindous, un privilège jusqu'alors réservé aux hindous des castes supérieures, ce qui lui vaut de nombreux éloges au travers de l'Inde entière, en particulier de la part du Mahatma Gandhi. On lui doit aussi de début de l'industrialisation de l'état. Lorsque les Britanniques accordent l'indépendance à l'Inde, son dîvân, C.P. Ramaswamy Iyer, impopulaire auprès de la population, déclare que le Travancore restera indépendant. La tension entre le peuple et le ministre entraîne alors de nombreuses révoltes dans divers endroits de la principauté. Dans un de ces manifestations à Punnapara-Vayalar en 1946, les communistes, qui joueront un rôle important dans le futur État du Kerala, établissent leur propre gouvernement dans cette zone. Ce mouvement est brutalement écrasé par les forces armées du Travancore entraînant plusieurs centaines de morts. À la suite de cette répression, les désordres augmentent encore et il est attenté à la vie de C.P. Ramaswamy Iyer qui fuit le pays. Sous la pression de Sardar Vallabhbhai Patel, le Travancore rejoint l'Union indienne.

## Dirigeants: râja
- 1724-1729 : Râma Varmâ Ier
- 1729-1758 : Martanda Varmâ Ier
- 1758-1798 : Karthika Tirunal Râma Varmâ II
- 1798-1810 : Balarâma Varmâ Ier (1782-1810)
- 1810-1815 : régence de la râni Gaurî Lakshmî Bâî (1791-1815)
- 1813-1846 : Swati Tirunal Râma Varmâ III (1813-1846)
- 1846-1860 : Utram Tirunal Martanda Varmâ II (1814-1860)
- 1860-1880 : Aayilyam Tirunal Râma Varmâ IV (1832-1880)
- 1880-1885 : Visakham Tirunal Râma Varmâ V (1837-1885)
- 1885-1924 : Mulam Tirunal Râma Varmâ VI (1857-1924)
- 1924-1931 : régence de la râni Setu Lakshmî Bâî
- 1924-1949 : Chitira Tirunal Balarâma Varmâ II (1912-1991)

## Économie
Le Travancore a frappé parmi les plus petites pièces de monnaie du monde à avoir circulé, certains multiples de la roupie de Travancore, exprimés en cash, possédaient un diamètre de 6 mm (cf. Travancore Rupee (en)).